# П'єр дю Камбу де Куален
П'єр дю Камбу де Куален (фр. Pierre du Cambout duc de Coislin 1664, Париж — 7 травня 1710, Версаль) — французький воєначальник, полковник 1-го кавалерійського полку королівських військ Франції, 2-ий герцог Куален, пер Франції. Член Французької академії (крісло № 25) з 1702 року.

## Біографія
Народився в аристократичній бретонській родині. Син Армана дю Камбу, герцога Куален, пера Франції, прево Парижа, члена Французької академії. Правнук канцлера Франції П'єра де Сег'є, небіж кардинала, архієпископа Орлеана П'єра-Армана дю Камбу де Куалена.
1683 року одружився з Луїзою-Марі д'Алегр (пом. 1692), сестрою Іва д'Алегра, маршала Франції. Через його сестру він був швагром Кольберового сина Жана Батіста, маркіза де Сеньєле. П'єр дю Камбу де Куален був професійним військовим, після смерті батька, успадкував його місце у Французькій академії.
Брат Анрі Шарля дю Камбу де Куалена (1664—1732), єпископа Мецу, пера Франції, члена Французької академії.